# Al-Fattah-al-Alim-Moschee

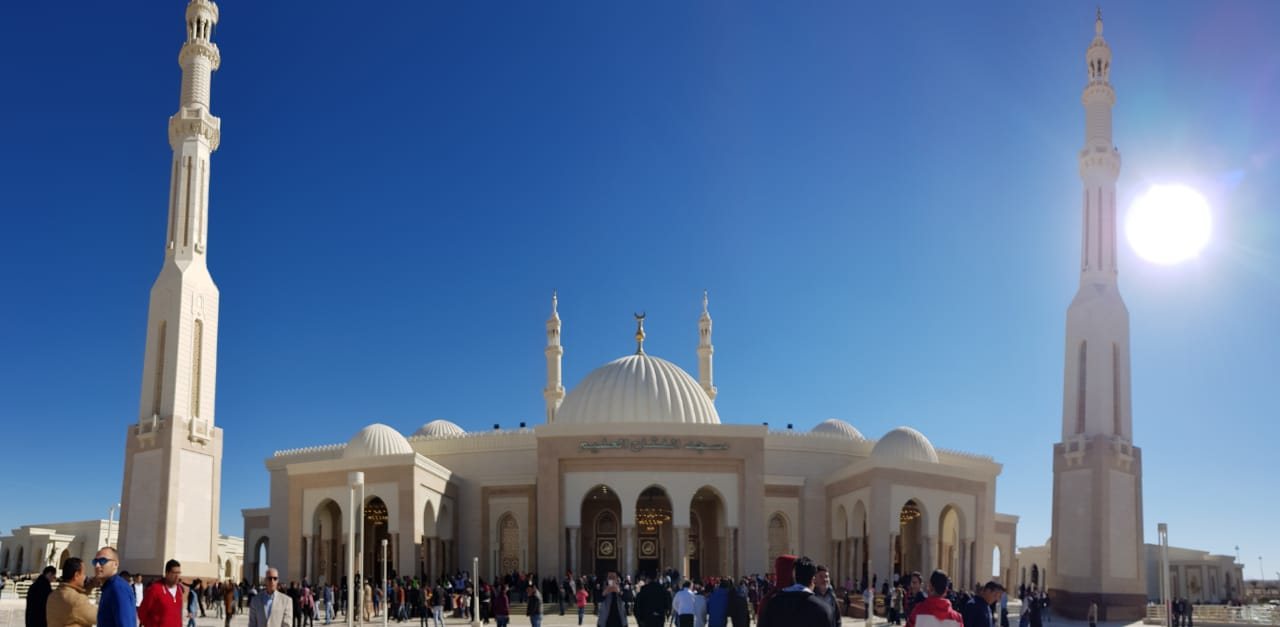
Al-Fattah-al-Alim-Moschee

Die al-Fattah-al-Alim-Moschee (arabisch مسجد الفتاح العليم, DMG Masǧid al-Fattāḥ al-ʿAlīm) ist eine Moschee in Ägypten. Sie wurde am 6. Januar 2019 von Abdel Fattah as-Sisi, dem Präsidenten Ägyptens, eingeweiht. Die Moschee hat ein Fassungsvermögen von fast 17.000 Menschen. Die Moschee befindet sich an der Neuen Hauptstadt Ägyptens und gilt als die größte Moschee des Landes und eine der größten Moscheen weltweit.

## Beschreibung
Mit einer Gesamtfläche von 450.000 m² gilt die Moschee als die zweitgrößte Moschee der Welt. Sie verfügt über einen Landeplatz, Parkplätze für 2650 Autos, Dienstleistungseinrichtungen und ein Verwaltungsgebäude, in dem 60 Mitarbeiter für den Betrieb der Moschee untergebracht sind. Die Moschee verfügt über 21 Kuppeln und vier Minarette, welche eine Höhe von 95 Metern erreichen.
Die Bauarbeiten begannen 2017 und dauerten 15 Monate bis Dezember 2018. Das Ingenieurbüro der ägyptischen Streitkräfte bestand darauf, ägyptischen Marmor für den Bau der Moschee zu verwenden und dass nur ägyptische Arbeiter den Bau durchführten. Der ägyptische Präsident Abdel Fattah as-Sisi weihte die Moschee 2019 ein und weihte am selben Tag gleichzeitig auch die Christi-Geburt-Kathedrale ein.